# Andy Serkis

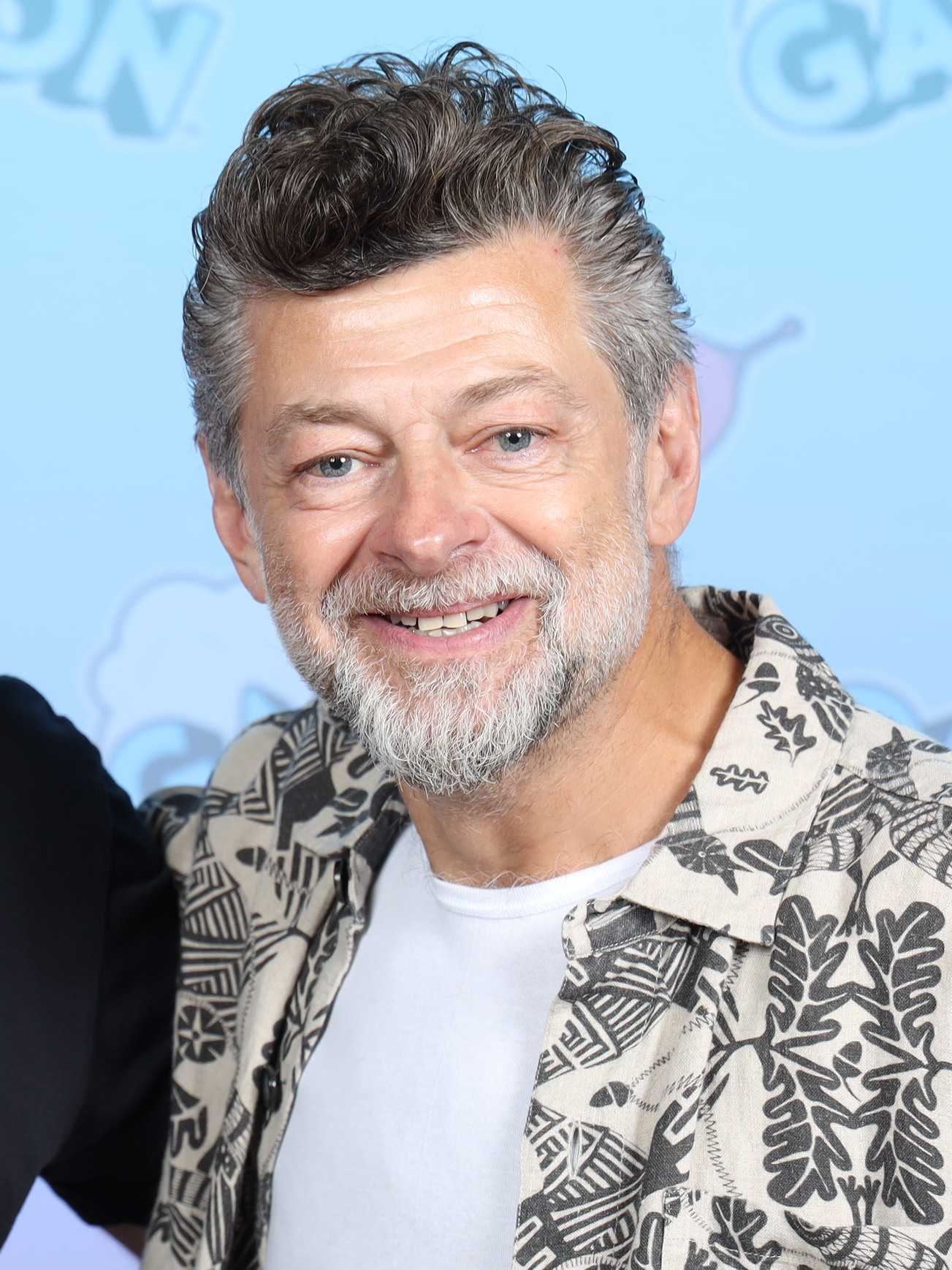
Andy Serkis (2023)

Andrew Clement „Andy“ Serkis (* 20. April 1964 in Ruislip Manor, Middlesex) ist ein britischer Schauspieler und Regisseur. Bekannt wurde er durch seine Darstellung des Gollum/Sméagol in der Filmreihe Der Herr der Ringe und Der Hobbit von Peter Jackson. In King Kong (2005) diente Serkis dem Riesenaffen als Bewegungsmodell, in Planet der Affen: Prevolution (2011), Planet der Affen: Revolution (2014) und Planet der Affen: Survival (2017) dem Schimpansen Caesar, sowie in zwei Filmen der Star-Wars-Filmreihe dem Obersten Anführer Snoke.

## Leben
Serkis wurde im britischen Ruislip Manor geboren und wuchs dort bei seinen Eltern Lylie (geb. Weech) und Clement Serkis auf. Sein Vater ist Iraker armenischer Abstammung. Nach der Schulzeit besuchte er die Lancaster University, an der er Independent Studies studierte und sich in der Theatergruppe der Universität engagierte. Nach dem Abschluss 1985 spielte er am Dukes Theatre in Lancaster. Serkis war Vegetarier, begann jedoch während der Dreharbeiten zur Herr-der-Ringe-Trilogie wieder, Fisch zu essen.

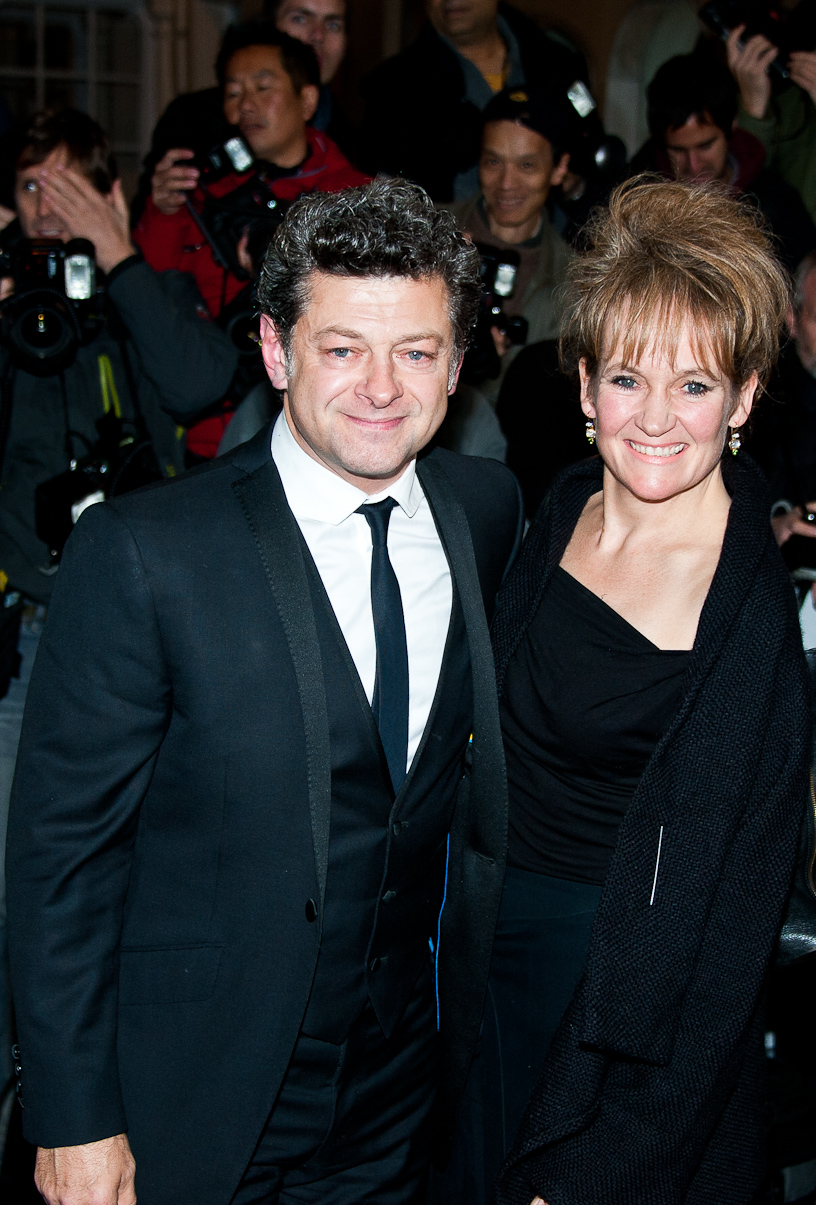
Serkis und seine Frau Lorraine Ashbourne (2013)

Am 22. Juli 2002 heiratete er die Schauspielerin Lorraine Ashbourne. Er hat mit ihr drei Kinder, die alle schauspielerisch tätig sind, Tochter Ruby Ashbourne Serkis (* 1998) und die Söhne Sonny Ashbourne Serkis (* 2000) und Louis Ashbourne Serkis (* 2004). Die Familie lebt in London.

## Karriere
Serkis ist seit Ende der 1990er Jahre in mehreren Filmrollen zu sehen gewesen. Breitere Bekanntheit erreichte er durch seine Darstellung von Gollum/Sméagol in den 2001 bis 2003 erschienenen Der-Herr-der-Ringe-Verfilmungen. Regisseur Jackson betonte mehrfach die herausragende Rolle von Serkis bei der Darstellung Gollums. Ursprünglich sollte Serkis Gollum lediglich seine Stimme leihen, nachdem Jackson jedoch erkannte, dass Serkis’ Körpersprache ein elementarer Bestandteil der Darstellung Gollums war, wurden die CGI-Gesichtsmerkmale von Gollum an die von Serkis angepasst. Außerdem wurde Serkis’ Darstellung soweit möglich für Bewegungserfassung verwendet. Wo das nicht möglich war, wurde sein Spiel als Vorlage zum Überblenden verwendet. Über die Dreharbeiten schrieb Serkis das Buch Gollum. Auf die Leinwand gezaubert, worin er über seinen Zugang zur Rolle und die Motion-Capture-Arbeiten schreibt.
Weitere größere Erfolge konnte Serkis anschließend mit den Filmen King Kong (2005), in dem er erneut als Bewegungsmodell diente, und als Capricorn in Tintenherz (2008) feiern.

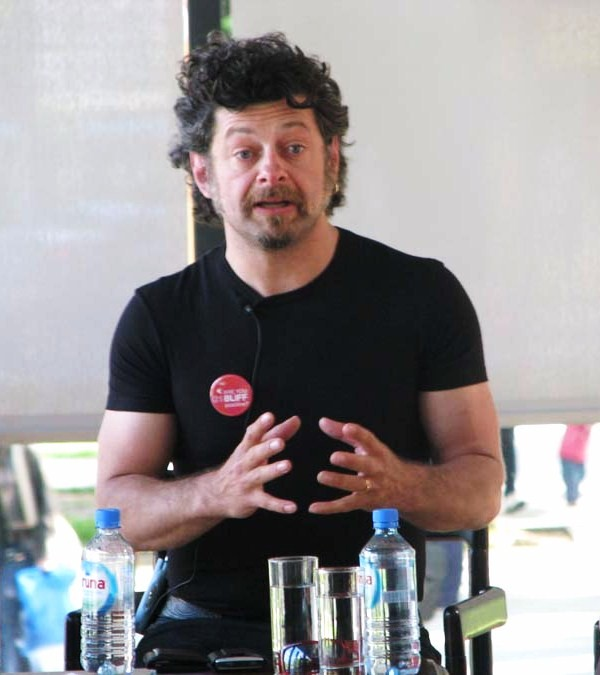
Andy Serkis (2008)

Serkis arbeitete neben der Schauspielerei zudem als Assistent für die Entwicklerfirma Ninja Theory bei dem Spiel Heavenly Sword für die Sony PlayStation 3 mit. Er organisierte unter anderem das Casting, die kompletten Bewegungsszenen und war ebenfalls in die Entwicklung der Story integriert. Im Spiel selbst hat er die Rolle des Königs Bohan übernommen. Er war ebenso bei der Entwicklung des Spiels Enslaved: Odyssey to the West beteiligt und spielt die Hauptrolle des Monkey.
Serkis übernahm 2010 im Film Burke & Hare unter der Regie von John Landis die Rolle des Serienmörders William Hare. Die Rolle des William Burke in dieser Verfilmung der West-Port-Morde spielte sein Landsmann und Komiker Simon Pegg.
Seit 2009 arbeiten die Regisseure und Produzenten Steven Spielberg und Peter Jackson an einer dreiteiligen Tim-und-Struppi-Verfilmung. Der erste Teil, Die Abenteuer von Tim und Struppi, kam Ende Oktober 2011 in Deutschland in die Kinos. In den Hauptrollen sind Jamie Bell als Tim und Serkis als Kapitän Haddock zu sehen.
Seine Fernseharbeit (unter anderem Die Moormörderin von Manchester, 2006; Klein Dorrit, 2008) brachte Serkis Nominierungen für den Golden Globe und Emmy ein.
2011 fungierte Serkis in Planet der Affen: Prevolution als Bewegungsmodell für den animierten Schimpansen Caesar. In Peter Jacksons Verfilmung des Tolkien-Romans Der Hobbit verkörperte Serkis wie bereits in Der Herr der Ringe die Rolle des Gollum. Auch war er als Regisseur der Second Unit tätig.
Im Jahr 2011 gründete Serkis zusammen mit Produzent Jonathan Cavendish die Produktionsfirma The Imaginarium, die sich unter anderem auf Filme konzentriert, die mit Hilfe von Bewegungsmodellen entstehen, also jener Technik, mit denen Serkis seine Rollen Gollum, Caesar und King Kong spielte. Das erste Projekt von The Imaginarium ist allerdings die PC-Fassung des von Crytek entwickelten Action-Spiels Ryse: Son of Rome.
Im 2014 erschienenen Film Planet der Affen: Revolution spielte er abermals den Schimpansen Caesar. 2015 war er in Avengers: Age of Ultron in der Rolle des Schmugglers Ulysses Klaue / Klaw zu sehen. Drei Jahre später sah man ihn erneut als Klaw in Black Panther. Ebenfalls 2015 gehörte Serkis zum Darsteller-Ensemble von Star Wars: Das Erwachen der Macht als Oberster Anführer Snoke. Auch in der Fortsetzung Star Wars: Die letzten Jedi spielte er 2017 diese Rolle. Außerdem sind seine Motion-Capture-Aufnahmen Vorlage für den Antagonisten des Videospiels Star Citizen.
Mit Solange ich atme gab Serkis sein Regiedebüt. Der Film hatte am 4. Oktober 2017 als Eröffnungsfilm des London Film Festivals seine Premiere. Für 2018 war die Veröffentlichung seines zweiten Spielfilms, eine Adaption von Das Dschungelbuch unter dem Namen Mogli geplant. Nachdem sich im Juli 2018 der Streaminganbieter Netflix die Vermarktungsrechte an dem Film sicherte, ist eine weltweite Veröffentlichung für das Kino unwahrscheinlich geworden. Stattdessen hätte der Film im Frühjahr 2019 auf der Plattform des Streamingdienstes angeboten werden sollen. Im November 2018 wurde ein kleiner Kinostart an einigen Standorten ab Ende November und ein weltweiter Netflix-Start am 7. Dezember 2018 angekündigt. Zudem wurde der Filmtitel mit dem Untertitel Legende des Dschungels (Legend of the Jungle) erweitert.
2021 erschien Serkis’ Regiearbeit Venom: Let There Be Carnage, der Fortsetzung des 2018 erschienenen Films Venom mit Tom Hardy in der Hauptrolle.
2022 übernahm Serkis die Rolle von Kino Loy in der Star-Wars-Serie Andor.

## Filmografie (Auswahl)
Als Schauspieler
- 1994: Der Prinz von Jütland (Prince of Jutland)
- 1995: Die Hölle nebenan (The Near Room)
- 1996: Stella Does Tricks
- 1997: Karriere Girls (Career Girls)
- 1997: Das fahle Pferd (The Pale Horse, Fernsehfilm)
- 1997: Mojo
- 1997: Loop
- 1998: Insomnia (Kurzfilm)
- 1998: Among Giants – Zwischen Himmel und Erde (Among Giants)
- 1998: Clueless – Die Chaos-Clique (Clueless, Fernsehserie)
- 1998: The Tale of Sweety Barret
- 1999: Topsy-Turvy – Auf den Kopf gestellt (Topsy-Turvy)
- 1999: Five Seconds to Spare
- 2000: The Jolly Boys’ Last Stand
- 2000: Shiner
- 2000: Pandaemonium
- 2000: Jump
- 2001: The Escapist
- 2001: Der Herr der Ringe: Die Gefährten (The Lord of the Rings: The Fellowship of the Ring)
- 2002: 24 Hour Party People
- 2002: Deathwatch
- 2002: Der Herr der Ringe: Die zwei Türme (The Lord of the Rings: The Two Towers)
- 2002: Die Simpsons (The Simpsons, Fernsehserie, Folge 14x18, Stimme von Cleanie)
- 2003: Der Herr der Ringe: Die Rückkehr des Königs (The Lord of the Rings: The Return of the King)
- 2004: Blessed – Kinder des Teufels (Blessed)
- 2004: 30 über Nacht (13 Going on 30)
- 2004: Standing Room Only
- 2004: Spooks – Im Visier des MI5 (Spooks, Fernsehserie, Folge 3x08)
- 2005: King Kong
- 2006: Prestige – Die Meister der Magie (The Prestige)
- 2006: Die Moormörderin von Manchester (Longford, Fernsehfilm)
- 2006: Stormbreaker
- 2006: Flutsch und weg (Flushed Away, Stimme von Spike)
- 2006: Sugarhouse
- 2008: Einstein und Eddington (Einstein and Eddington, Fernsehfilm)
- 2008: Little Dorrit (Fernsehserie, 11 Folgen)
- 2008: The Cottage
- 2008: Tintenherz (Inkheart)
- 2010: Sex & Drugs & Rock & Roll
- 2010: Brighton Rock
- 2010: Burke & Hare
- 2010: Konferenz der Tiere (Stimme von Charles)
- 2011: Planet der Affen: Prevolution (Rise of the Planet of the Apes)
- 2011: Die Abenteuer von Tim und Struppi – Das Geheimnis der Einhorn (The Adventures of Tintin)
- 2011: Wild Bill – Vom Leben beschissen! (Wild Bill)
- 2012: Am Ende eines viel zu kurzen Tages (Death of a Superhero)
- 2012: Der Hobbit: Eine unerwartete Reise (The Hobbit: An Unexpected Journey)
- 2014: Planet der Affen: Revolution (Dawn of the Planet of the Apes)
- 2015: Avengers: Age of Ultron (The Avengers: Age of Ultron)
- 2015: Star Wars: Das Erwachen der Macht (Star Wars: The Force Awakens)
- 2017: Planet der Affen: Survival (War for the Planet of the Apes)
- 2017: Star Wars: Die letzten Jedi (Star Wars: The Last Jedi)
- 2018: Black Panther
- 2018: Mogli: Legende des Dschungels (Mowgli: Legend of the Jungle, Stimme)
- 2019: Long Shot – Unwahrscheinlich, aber nicht unmöglich (Long Shot)
- 2019: Star Wars: Der Aufstieg Skywalkers (Star Wars: The Rise of Skywalker, Stimme)
- 2019: A Christmas Carol (Fernsehserie)
- 2020: Der Brief für den König (The Letter for the King) (Fernsehminiserie)
- 2021: S.A.S. Red Notice (SAS: Red Notice)
- 2021: What If…? (Fernsehserie, Folge 1x06, Stimme)
- 2022: The Batman
- 2022: Andor (Fernsehserie)
- 2023: Luther: The Fallen Sun
- 2024: Venom: The Last Dance
- 2025: Animal Farm (Stimme)

Als Regisseur
- 2017: Solange ich atme (Breathe)
- 2018: Mogli: Legende des Dschungels (Mowgli: Legend of the Jungle)
- 2021: Venom: Let There Be Carnage
- 2025: Animal Farm

Als Produzent
- 2017: The Ritual
- 2018: Mogli: Legende des Dschungels (Mowgli: Legend of the Jungle)
- 2021: Niemand kommt hier lebend raus (No One Gets Out Alive, ausführender Produzent)
- 2025: Animal Farm

## Videospiel-Synchronisation
- 2025: Clair Obscur: Expedition 33

## Auszeichnungen
Golden Globe
- 2008: Nominierung als Bester Nebendarsteller – Mini-Serie oder TV-Film für Die Moormörderin von Manchester

Emmy
- 2009: Nominierung als Bester Nebendarsteller in einer Miniserie oder Fernsehfilm für Little Dorrit

BAFTA Award
- 2006: Nominierung als Bester Hauptdarsteller für Die Moormörderin von Manchester
- 2009: Nominierung als Bester Hauptdarsteller für Sex & Drugs & Rock & Roll
- 2020: Herausragender britischer Beitrag zum Kino (Ehrenpreis)

Empire Award
- 2003: Nominierung als Bester Britischer Darsteller für Der Herr der Ringe: Die Zwei Türme
- 2004: Bester Britischer Darsteller für Der Herr der Ringe: Die Rückkehr des Königs
- 2010: Inspirationspreis für Sex & Drugs & Rock & Roll (Ehrenpreis)
- 2012: Nominierung als Bester Darsteller für Planet der Affen: Prevolution
- 2015: Bester Darsteller für Planet der Affen: Revolution
- 2017: Nominierung als Bester Darsteller für Planet der Affen: Survival

Satellite Award
- 2007: Nominierung als Bester Nebendarsteller – Serie, Mini-Serie oder Fernsehfilm für Die Moormörderin von Manchester
- 2011: Nominierung als Bester Nebendarsteller – Film für Planet der Affen: Prevolution
- 2014: Nominierung als Bester Nebendarsteller – Film für Planet der Affen: Revolution

Saturn Award
- 2003: Bester Nebendarsteller für Der Herr der Ringe: Die Zwei Türme
- 2004: Nominierung als Bester Nebendarsteller für Der Herr der Ringe: Die Rückkehr des Königs
- 2012: Bester Nebendarsteller für Planet der Affen: Prevolution
- 2015: Nominierung als Bester Nebendarsteller für Planet der Affen: Revolution
- 2018: Nominierung als Bester Hauptdarsteller für Planet der Affen: Survival

## Hörbücher (Auswahl)
- J. R. R. Tolkien: The Hobbit, HarperCollins/Audible
- J. R. R. Tolkien: The Fellowship of the Ring, HarperCollins/Audible
- J. R. R. Tolkien: The Two Towers, HarperCollins/Audible
- J. R. R. Tolkien: The Return of the King, HarperCollins/Audible